# Yonas Malede
Yonas Malede (hebr. יונס מלדה, ur. 14 listopada 1999 w Kirjat Bialik) – izraelski piłkarz grający na pozycji napastnika. Od 2021 jest zawodnikiem klubu KAA Gent.

## Kariera piłkarska
Swoją karierę piłkarską Malede rozpoczął w klubie Maccabi Netanja. W 2018 roku awansował do pierwszego zespołu. 24 lutego 2018 zadebiutował w nim w Ligat ha’Al w wygranym 2:1 wyjazdowym meczu z Maccabi Hajfa. 3 marca 2018 w swoim drugim występie w Maccabi strzelił swoją pierwszą bramkę w izraelskiej lidze, w zwycięskim 2:0 domowym meczu z Hapoelem Aszkelon. W Maccabi grał do stycznia 2021 roku.
15 stycznia 2021 roku Malede został zawodnikiem belgijskiego KAA Gent. W belgijskiej ekstraklasie zadebiutował 24 stycznia 2021 w wygranym 3:0 wyjazdowym spotkaniu z Oud-Heverlee Leuven. 19 maja 2021 w domowym meczu ze Standardem Liège (2:0) strzelił pierwszego gola w barwach Gent.
| Sezon   | Klub            | Kraj   | Rozgrywki       | Mecze | Gole |
| ------- | --------------- | ------ | --------------- | ----- | ---- |
| 2017/18 | Maccabi Netanja | Izrael | Ligat ha’Al     | 9     | 1    |
| 2018/19 | Maccabi Netanja | Izrael | Ligat ha’Al     | 18    | 1    |
| 2019/20 | Maccabi Netanja | Izrael | Ligat ha’Al     | 32    | 2    |
| 2020/21 | Maccabi Netanja | Izrael | Ligat ha’Al     | 14    | 7    |
| 2020/21 | KAA Gent        | Belgia | Eerste klasse A | 11    | 1    |

## Kariera reprezentacyjna
W reprezentacji Izraela Malede zadebiutował 5 czerwca 2021 w wygranym 3:1 towarzyskim meczu z Czarnogórą, rozegranym w Podgoricy. W 61. minucie został zmieniony przez Liela Abadę.